# Michael Fengler
Michael Fengler (* 14. November 1940 in Königsberg) ist ein deutscher Filmproduzent, Drehbuchautor sowie Regisseur.

## Leben und Wirken
Nach dem Abitur begann Fengler 1960 ein Studium der Kunstgeschichte, Romanistik sowie Germanistik. In den 1960er Jahren lernte er den Regisseur Rainer Werner Fassbinder kennen und arbeitete bei dessen Kurzfilmen Das kleine Chaos und Der Stadtstreicher als Kameramann bzw. Tontechniker mit. Fengler und Fassbinder wurden 1971 für Warum läuft Herr R. Amok? mit dem Deutschen Filmpreis ausgezeichnet. Im Jahre 1971 war er einer der Mitbegründer des Filmverlag der Autoren, 1975 gründete er die Filmproduktionsfirma Albatros. Als Produzent arbeitete er neben Fassbinder mit Federico Fellini, Luigi Comencini, Salvatore Samperi und vor allem mit Klaus Lemke zusammen.

## Filmografie (Auswahl)
Produzent
- 1967: In einem Ort wie Weinheim
- 1970: Götter der Pest
- 1970: Weg vom Fenster
- 1972: Händler der vier Jahreszeiten (& Darsteller)
- 1974: Output
- 1975: Adolf und Marlene
- 1975: Satansbraten
- 1975: Schatten der Engel
- 1975: Das Tal der tanzenden Witwen
- 1976: Chinesisches Roulette
- 1977: Eierdiebe
- 1977: Die Ehe der Maria Braun
- 1977: Orchesterprobe
- 1978: Stau (L’ingorgo – una storia impossibile)
- 1978: Ein komischer Heiliger
- 1979: Arabische Nächte
- 1979: Ernesto
- 1980: Flitterwochen
- 1980: Keiner hat das Pferd geküßt
- 1981: Wie die Weltmeister
- 1982: Querelle
- 1983: Der Kleine

Regisseur
- 1970: Warum läuft Herr R. Amok?
- 1970: Niklashauser Fart (auch Darsteller)
- 1970: Weg vom Fenster (Fernsehfilm)
- 1974: Output
- 1977: Eierdiebe

Drehbuchautor
- 1970: Warum läuft Herr R. Amok?
- 1970: Weg vom Fenster
- 1974: Output
- 1977: Eierdiebe
- 1995: Schwurgericht
- 1995: Blutspur in den Osten
- 1996: Tod im Labor
- 1996: Der Weihnachtsmörder
- 1997: Angst
- 1997: Tod eines Callgirls
- 1997: Tatort – Bombenstimmung
- 1998: Die Hure Babylon
- 1998: Ein ganz gewöhnlicher Totschlag
- 2000: Polizeiruf 110: La Paloma
- 2001: Polizeiruf 110: Fliegende Holländer
- 2001: Das Staatsgeheimnis

### Auszeichnungen
- 1971 Bundesfilmpreis für Regie „Warum läuft Herr R. Amok?“
- 1977 Bundesfilmpreis für Produktion „Die Ehe der Maria Braun“
- 2008 Fellini 81/2 Award for cinematic Excellence Viareggio 2008